# Wang Yuting
Det här är en artikel om en person med kinesiskt personnamn; Wang är familjenamnet.
Wang Yuting (kinesiska: 王雨婷), född 23 mars 2001, är en kinesisk fäktare som tävlar i florett.

## Karriär
Vid asiatiska spelen 2022 i Hangzhou, som arrangerades 2023, tog Wang guld i lagtävlingen i florett. Vid olympiska sommarspelen 2024 i Paris blev hon utslagen i sextondelsfinalen i damernas florett av kanadensiska Eleanor Harvey samt var en del av Kinas lag tillsammans med Huang Qianqian, Chen Qingyuan och Jiao Enqi som slutade på sjunde plats i lagtävlingen i florett.